# سورة بن أبجر
سورة بن أبجر بن نافع الدارمي الحنظلي التميمي أمير، وقائد من الأمراء والقادة الأبطال الشجعان في الدولة الأموية، ولي إمارة عمان في زمن الخليفة الأموي عبد الملك بن مروان وقضى على ثورة الخوارج فيها، كما وثب على أمير الخوارج قطري بن الفجاءة وقتله، وولي سمرقند في عهد الخليفة هشام بن عبد الملك وله معارك وفتوحات في بلاد الترك وقتل في أحد تلك المعارك عام 113 هـ.

## نسبه
- ذكر ابن الكلبي والبلاذري وابن حزم نسبه في كتاب النسب فقالوا جميعاً: هو سورة بن أُبَجر بن نافع بن العرباض بن ثعلبة بن سيف بن أبان بن دارم بن مالك بن حنظلة بن مالك بن زيد مناة بن تميم الدارمي الحنظلي التميمي.[5][6][7]

وقال القلقشندي عن قومه بني إبان بن دارم من تميم: « بنو دارم بطن من بني حنظلة من تميم من العدنانية، وهم بنو دارم بن مالك بن حنظلة، وكان دارم يسمى بحراً، وله من الولد عبد الله، ومجاشع، وسدوس، وخيبري، ونهشل، وجرير، وأبان، ومناف».

## سيرته وأخباره
ذكر خليفة بن خياط في كتاب التاريخ: أن الخليفة الأموي عبد الملك بن مروان أرسله رسولاً إلى والي خراسان عبد الله بن خازم في الفتنة الثانية وكان ابن خازم عاملاً لعبد الله بن الزبير، فقال له ابن خازم: «لولا أني أكره أن أضرب بين بني تميم وسليم لقتلتك» فكتب عبد الملك إلى بكير بن وشاح التميمي إن قتلت ابن خازم أو طردته من خراسان فأنت الأمير، فقتل بكير ابن خازم واستولى على بلاد خراسان.
وقال ابن عساكر: أن بني عباد قد غلبوا على عمان في عهد ابن الزبير، فلما صار الأمر إلى عبد الملك بن مروان ولى سورة بن أبجر التميمي على عمان وأمره بقتالهم، فوجه سورة الجيوش إليهم وتحصن سعيد وسليمان وشعوة بني عباد فحاصرهم الجيش حِصاراً شديداً، فهرب سعيد وسليمان وقتلاً في بلاد العدو، وظفر سورة بأخيهما شعوة بن عباد وقتله وضبط عمان. وذكر الطبري وابن مسكويه: أن الحجاج كلفه وندبه لقتال الخوارج أتباع شبيب بن يزيد الشيباني في العراق، فحصل بينه وبينهم قتال في عدة معارك عند المدائن والنهروان.
وروى البلاذري أن سورة بن أبجر قد غزا في عهد الخليفة الأموي يزيد بن عبد الملك بلاد الترك ونزل إشتيخن من قرى الصغد قرب نهر بلخ، وحارب فيها ملك الترك خاقان، وهزمه سورة، وفرق جمعه. وذكر الجاحظ أن سورة بن أبجر شارك في قتال قطري بن الفجاءة في بلاد فارس وكان هو المتولي لقتله.

## وفاته
قال ابن خياط: في سنة 113 هـ خرج الْجُنَيْد بْن عَبْد الرَّحْمَن غازياً يُرِيد طخارستان فَجَاشَتْ التّرْك بسمرقند فَسَار الْجُنَيْد حَتَّى كَانَ عَلَى أَربع من سَمَرْقَنْد فَلَقِيَهُ خاقَان فَاقْتَتلُوا قتالا شَدِيدا حَتَّى أَمْسوا فتحاجزوا وَكتب الْجُنَيْد إِلَى سُورَة بْن أبجر من بَنِي أبان ابْن دارم وَهُوَ واليه عَلَى سَمَرْقَنْد يَأْمُرهُ بالقدوم عَلَيْهِ فَأَتَاهُ فَلَقِيته التّرْك قبل أَن يصل إِلَى الْجُنَيْد وقاتلوه فَقتل سُورَة بْن أبجر وَعَامة جَيْشه وَقتل مَعَه مُجَاهِد بْن بلعاء العَنبري التميمي ثمَّ لَقِيَهُمْ الْجُنَيْد فَهَزَمَهُمْ اللَّه وَمضى الْجُنَيْد فَدخل سَمَرْقَنْد. وأما ابن مسكويه فقد ذكر ان وفاته كانت في عام 112 هـ وذلك في خلافة هشام بن عبد الملك.